# Sauce cardinal
La sauce cardinal est une sauce béchamel au fumet de poisson, truffes et coulis de homard, agrémentée d'une pointe de poivre de Cayenne,.